# Pelamida
Sarda je rod dravých mořských ryb z čeledi makrelovití. Český název je pelamida. Rod popsal v roce 1829 Georges Cuvier.

## Druhy
Rod Sarda zahrnuje 4 recentní druhy:
- Sarda australis (Macleay, 1881)
- Sarda chiliensis (Cuvier, 1832)
- Sarda orientalis (Temminck & Schlegel, 1844)
- Sarda sarda (Bloch, 1793) – pelamida obecná

U druhu Sarda chiliensis (Cuvier, 1832) jsou rozpoznávány dva poddruhy:
- Sarda chiliensis chiliensis (Cuvier, 1832)
- Sarda chiliensis lineolata (Girard, 1858)

Poddruh Sarda chiliensis lineolata je někdy vyčleňován jako samostatný druh Sarda lineolata.